# Anselma Manuela Hernández Flores
Anselma Manuela Hernández Flores (Los Santos de Maimona, 1894-20 de agosto de 1936) fue una matrona republicana, pionera en el mejoramiento de las condiciones sanitarias durante el embarazo, parto y puerperio y en la reducción de la mortalidad perinatal. Fue asesinada al inicio de la guerra civil española por los sublevados franquistas.

## Trayectoria
Era hija de una familia de jornaleros de una pequeña hacienda de Los Santos de Maimona, a 75 km de Badajoz. Conocida como Manuela, desde muy joven, presenció los partos de las mujeres de la familia y de otras vecinas del pueblo. Interesada en los temas de la salud, pronto se dio cuenta de que las precarias condiciones de higiene eran la causa de la elevada mortalidad de las madres y los bebés. Tras obtener el título oficial de matrona, luchó por una reforma social y política de Extremadura. Este hecho, y su militancia socialista, la enfrentó con el sector más inmovilista y conservador de la profesión médica y la sociedad local, a pesar de que, durante sus veinte años de ejercicio, logró reducir más de un 20% la mortalidad perinatal.
Al inicio de la guerra civil en Extremadura se desató una represión atroz contra las personas de izquierdas. Las comadronas republicanas fueron especialmente represaliadas ya que sus ideas les hacían parecer sospechosas de divulgar métodos anticonceptivos y de provocar abortos. En el pueblo de Arroyo de la Luz (Cáceres) fue fusilada Polonia Mateos Pérez, en Badajoz Carmen Orellana Alcarazo y otras muchas sufrieron vejaciones, consejos de guerra, prisión y depuración. En Los Santos de Maimona fueron fusiladas más de ciento veinte personas, entre ellas Anselma Manuela Hernández Flores.